# John Carter (Filmeditor)

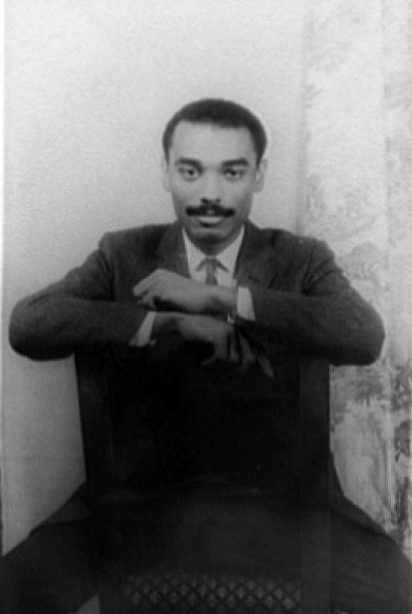
John Carter (1958)

John Neares Carter (* 22. September 1922 in Newark, New Jersey; † 13. August 2018 in White Plains, New York) war ein US-amerikanischer Filmeditor und Filmregisseur. Carter war der erste Afroamerikaner, dem die Aufnahme in die American Cinema Editors (ACE) gelang.

## Leben
John Carter wurde in Newark geboren und wuchs dort auch auf. Er diente in der US Army als Staff Sergeant. Seine Ausbildung absolvierte er am New York Institute of Photograph und am Signal Corps Pictorial Center.
Seine Karriere begann 1956 beim Fernsehen. Zunächst war er bei CBS in New York City als Editor tätig. 1968 verließ er CBS, um sein eigenes Unternehmen John Carter Associates, Inc. zu gründen. Im selben Jahr war er gemeinsam mit Louis San Andres und Sidney Katz für den Schnitt der Sportskomödie Papierlöwe verantwortlich. 1970 montierte Carter den Oscar-nominierten Dokumentarfilm Dann war mein Leben nicht umsonst – Martin Luther King. Die Montage von Miloš Formans Komödie Taking Off brachte ihm 1972 eine Nominierung für den British Academy Film Award für den Besten Schnitt ein. 1984 inszenierte er für Troma Entertainment den Horrorfilm Insel des Terrors, der sein einziges Regiewerk blieb. 
Für Regisseur John G. Avildsen schnitt Carter die Filme Die Formel (1980), Der knallharte Prinzipal (1989) und Karate Kid III – Die letzte Entscheidung (1989). In den 1990er Jahren zeichnete er für den Schnitt von Filmen wie Friday, Set It Off, Soul Food oder Barbershop verantwortlich. Seine letzte Arbeit lieferte er 2006 für das Drama 5up 2down.
Carter starb im August 2018 im Alter von 95 Jahren in seiner Wohnung in White Plains. Er hinterließ seine Frau Carole, mit der er 63 Jahre verheiratet war, sowie zwei Töchter und einen Sohn.

## Filmografie (Auswahl)
Filmeditor
- 1968: Papierlöwe (Paper Lion)
- 1970: Dann war mein Leben nicht umsonst – Martin Luther King (King: A Filmed Record... Montgomery to Memphis, Dokumentarfilm)
- 1971: Taking Off
- 1972: Pferdewechsel in der Hochzeitsnacht (The Heartbreak Kid)
- 1973: I Could Never Have Sex with Any Man Who Has So Little Regard for My Husband
- 1976: Mikey und Nicky (Mikey and Nicky)
- 1977: Zwischen den Zeilen (Between the Lines)
- 1977: Kopf hoch (Looking Up)
- 1980: Die Formel (The Formula)
- 1982: A House Divided: Denmark Vessey's Rebellion (Fernsehfilm)
- 1982: Verschollen am Cold River (Cold River)
- 1984: Insel des Terrors (Zombie Island Massacre)
- 1984: The Killing Floor (Fernsehfilm)
- 1984: Solomon Northup's Odyssey (Fernsehfilm)
- 1985: Charlotte Forten's Mission: Experiment in Freedom (Fernsehfilm)
- 1987: Moments Without Proper Names
- 1988: Hemingway (Miniserie, 4 Episoden)
- 1989: Der knallharte Prinzipal (Lean on Me)
- 1989: Karate Kid III – Die letzte Entscheidung (The Karate Kid, Part III)
- 1991: The Five Heartbeats
- 1992: Jenseits der weißen Linie (Deep Cover)
- 1992: Boomerang
- 1993: Die sieben besten Jahre (The Cemetery Club)
- 1993: Sister Act 2 – In göttlicher Mission (Sister Act 2: Back in the Habit)
- 1995: Friday
- 1996: Mr. Bombastic (A Thin Line Between Love and Hate)
- 1996: Set It Off
- 1997: Soul Food
- 1999: The Wood
- 2000: Dreimal ist einmal zu viel (3 Strikes)
- 2000: Men of Honor
- 2002: Barbershop
- 2003: Shortcut to Happiness – Der Teufel steckt im Detail (Shortcut to Happiness)
- 2004: Familie Johnson geht auf Reisen (Johnson Family Vacation)
- 2006: Das verrückte Familienfest (Madea's Family Reunion)
- 2006: 5up 2down

Regie
- 1984: Insel des Terrors (Zombie Island Massacre)